# Hydropionea rusina
Hydropionea rusina is een vlinder uit de familie van de grasmotten (Crambidae). De wetenschappelijke naam van de soort is voor het eerst geldig in 1895 gepubliceerd door Herbert Druce.
De soort komt voor in Mexico.